# 阿克倫 (堪薩斯州)
阿克倫（Akron）為美國堪薩斯州考利縣費爾維尤鎮區的一座非建制地區。海拔高度354公尺（1,161英尺），聯邦資料處理標準代碼為20-00700，地名資訊系統編號為484500。

## 歷史
此社區的郵政局於1872年1月8日開設，原稱小荷蘭（Little Dutch），後來在1882年3月10日更名為阿克倫，之後持續營運直到1912年11月15日裁撤。